# Otto Rüger

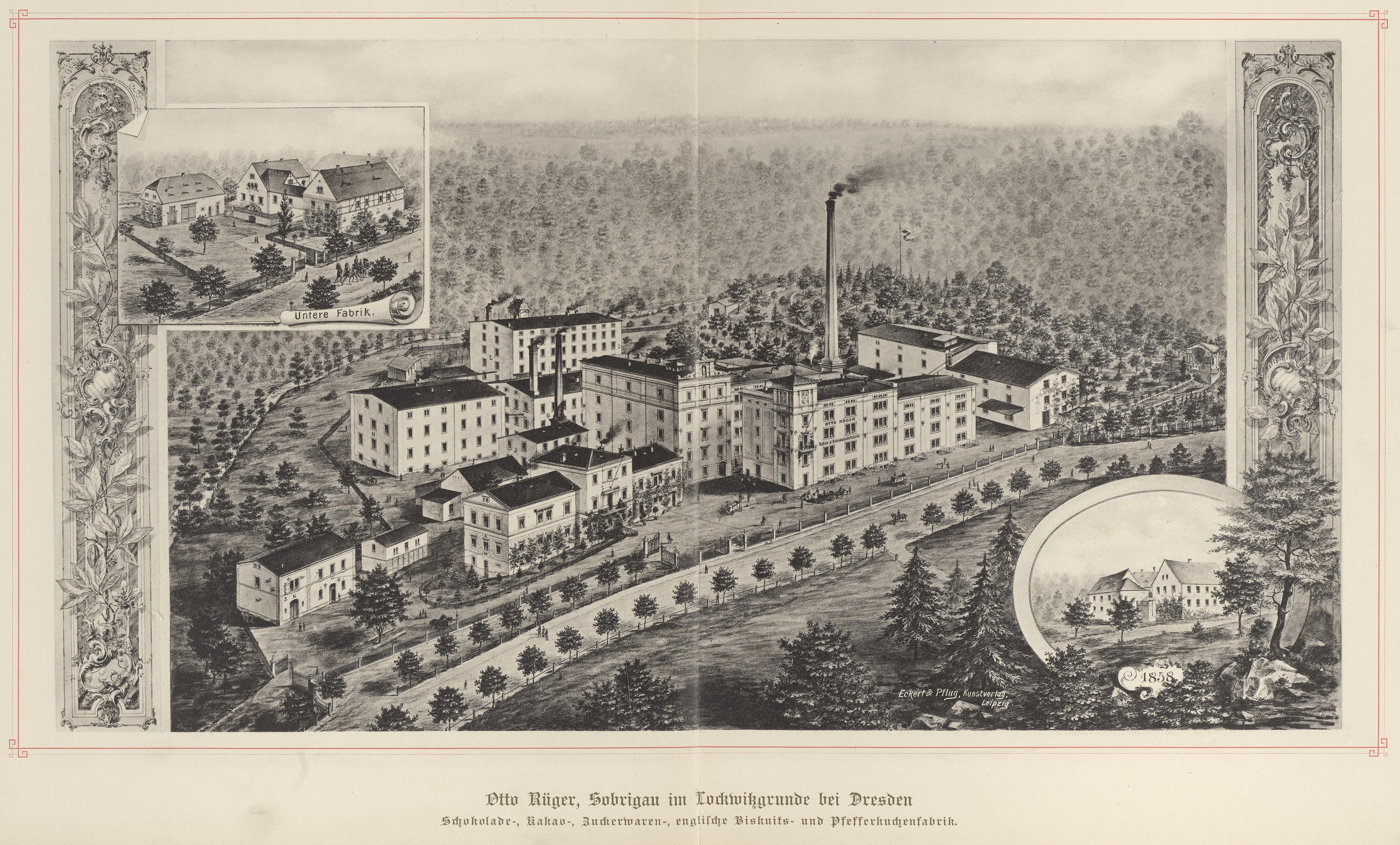
Schokoladenfabrik Otto Rüger im Lockwitzgrund bei Dresden

Reklame mit „Hansi“ von Otto Rüger (1908)

Conrad Otto Rüger (* 9. Juli 1831 in Dresden; † 20. August 1905 ebenda) war ein sächsischer Schokoladenhersteller, bekannt für das Werbemaskottchen „Hansi“.

## Biografie
Rüger gründete 1858 die Schokoladenfabrik Otto Rüger. Das Schokoladenwerk befand sich am Lockwitzgrund. Rüger wurde rasch erfolgreich und eröffnete ein weiteres Werk in Bodenbach in Böhmen. Er belieferte nicht nur die Aristokratie, sondern auch den kaiserlichen Hof in Wien. Dafür wurde er zum k.u.k. Hoflieferanten ernannt. Rüger starb 1905 in Dresden und wurde auf dem Friedhof Leubnitz-Neuostra beigesetzt.
Otto Rüger war mit Amalie Luise geb. Uhlich (1837–1900) verheiratet und hatte sieben Kinder, darunter Conrad Max Rüger (1863–1944) und Conrad Alexander Rüger (1867–1918), die das Unternehmen nach dem Tod von Otto Rüger weiterführten. Nach dem Ersten Weltkrieg geriet das Unternehmen zunehmend unter Druck von der Konkurrenz und sinkendem Absatz. Schließlich musste im Jahre 1928 das Werk Lockwitzgrund schließen.
Bekannt wurden die Produkte von Rüger mit der Werbung vom Buben „Hansi“. Diese Werbefigur wurde 1895 vom Kunstmaler Hermann Otto Zieger (1862–1905) geschaffen, vermutlich stand dabei sein Sohn Paul Otto Zieger als Modell. Die Reklame mit „Hansi“ auf Emailtafeln und Druck sind begehrte Sammlerobjekte.